# Kocjan, Radenci
Kocjan este o localitate din comuna Radenci, Slovenia, cu o populație de 40 de locuitori.